# Araneus bilunifer
Araneus bilunifer este o specie de păianjeni din genul Araneus, familia Araneidae, descrisă de Pocock, 1900. Conform Catalogue of Life specia Araneus bilunifer nu are subspecii cunoscute.